# 帝国广场大道

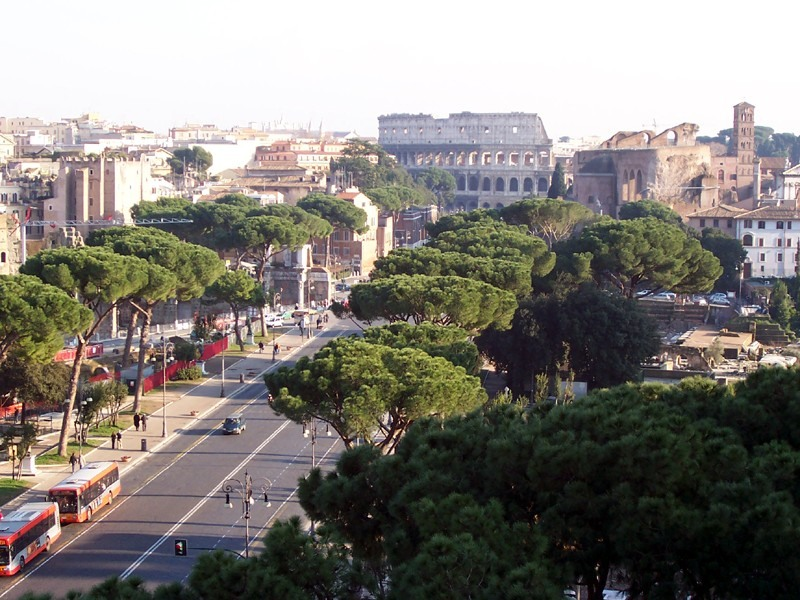
从南看帝国广场大道，图右可见罗马斗兽场

帝国广场大道（Via dei Fori Imperiali）是罗马市中心的一条道路，成一条直线，从威尼斯广场向东南到罗马斗兽场所在的斗兽场广场。
这条路原名凯旋大道（Via Triumphale），修建于墨索里尼执政时期。沿路一侧或两侧经过图拉真广场、奥古斯都广场和涅尔瓦广场。近年来，道路两侧进行了大量的考古发掘，显然，罗马帝国的重要古迹就在下面。 
这条道路的存在，阻碍了罗马帝国重要区域的挖掘，但是汽车穿越部分古罗马广场，有可能对幸存建筑物造成无法估量和无法弥补的损害。这条道路的两侧的考古发掘持续至今。
2013年8月3日，南部一段1拉哥·科拉多·里奇和羅馬鬥獸場之間的道路停止為私人道路，公共汽車及出租車堩允許使用。